# Pi Scorpii

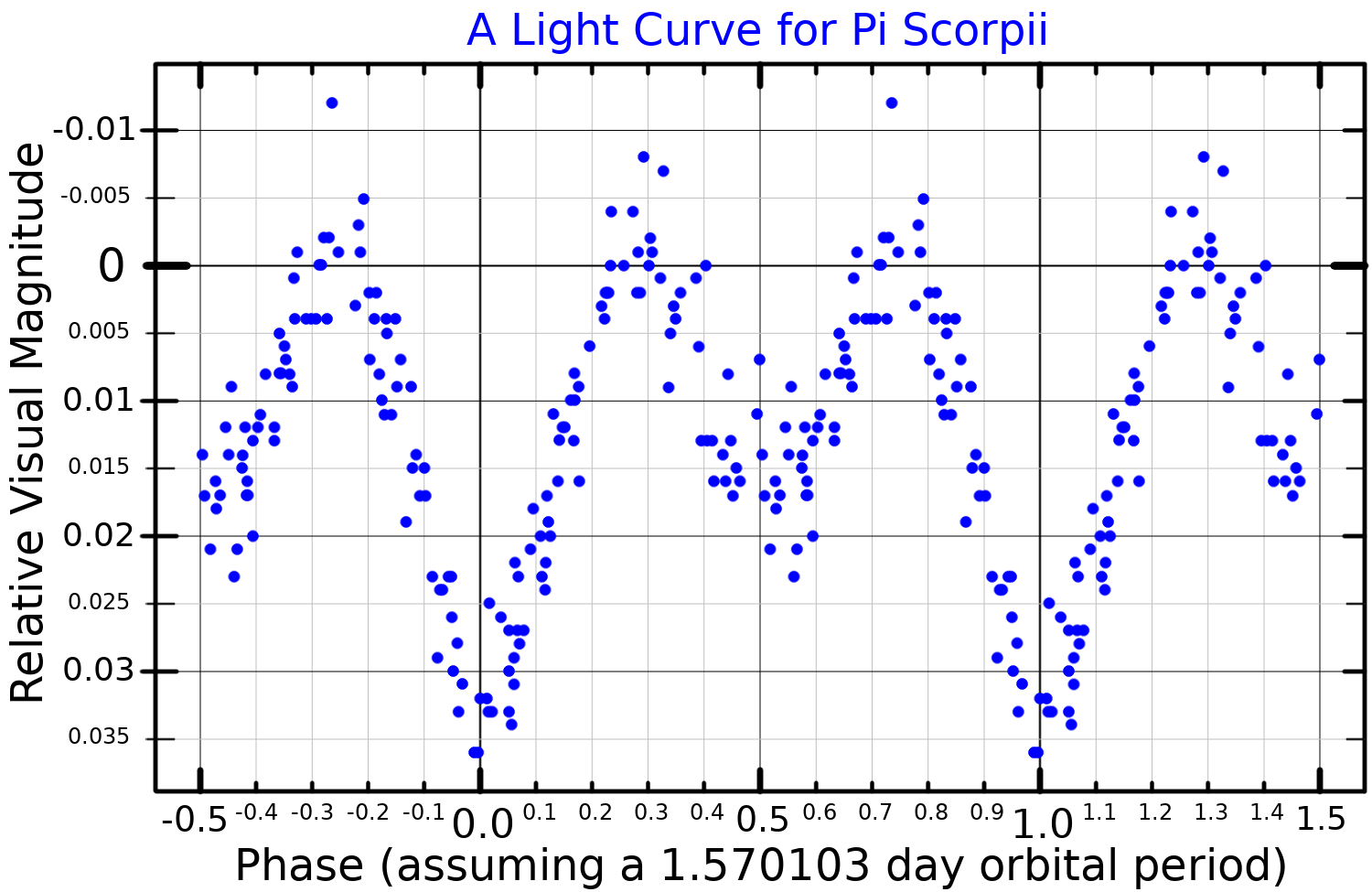
Lichtkromme van Pi Scorpii

Pi Scorpii is een drievoudige dubbelster in het sterrenbeeld Schorpioen. Van de drie sterren in het systeem vormen twee sterren, beide hete B type hoofdreekssterren, een eclipserende dubbelster met een omlooptijd van 1,57 dagen. De derde ster is ver verwijderd van de eerste twee sterren.